# Aalen
Aalen (pronunciación en alemán: /ˈaːlən/ⓘ) es una ciudad del estado federado alemán de Baden-Wurtemberg, capital del distrito de Ostalb.

## Geografía
Aalen (pronunciado [ˈaːlən]) está situada a orillas del río Kocher, al pie del Jura de Suabia por el sur y sureste y cerca de la región montañosa de Ellwanger Berge por el norte. Aalen está aproximadamente a 70 km al este de Stuttgart y a 48 km al norte de Ulm.

## Historia
Entre 150 y 160, una fortificación romana sirvió de base para la unidad ecuestre Ala II Flavia miliaria en el lugar del Aalen actual. La ubicación era estratégicamente importante entonces, debido a la cercanía del Limes Germanicus. Se ha sugerido que el nombre de Aalen procede de aquel fuerte romano, pero esto ha sido rechazado por las investigaciones posteriores. El Aalen actual no surgió hasta un milenio después.
Aalen fue fundada probablemente en el siglo XIII, aunque no esté seguro si por los Hohenstaufen o bajo la protección de Oettingen. Fue mencionada por primera vez en registros escritos en el siglo XIV relacionados con las cuentas de Oettingen. Aalen fue una Ciudad Imperial (a menudo denominada Ciudad Imperial Libre) desde 1360 hasta 1803, cuando fue anexionada a Wurtemberg. Sufrió un grave incendio en septiembre de 1634, cuando las tropas protestantes comandadas por Bernardo de Sajonia-Weimar en su huida derrotados por los católicos en la batalla de Nördlingen, incendiaron los depósitos de municiones de la ciudad. Fue ocupada por Francia en 1688, 1702 y 1741. Entonces se convirtió en un Oberamt, del cual surge el distrito de Aalen creado en 1938. Este se unió con el distrito de Schwäbisch Gmünd formando el distrito de Ostalb en 1973, aunque Aalen dejara de ser la sede del distrito. En 1975, Wasseralfingen, una ciudad con un tercio de la población de Aalen, fue unida a Aalen.

## Economía
En los comienzos del siglo XX, la población era de 10 000 habitantes. Había telares de cinta y curtidurías en la ciudad, donde se fabricaban manufacturas en lana y lino, además de una industria metalúrgica, la cual sigue dominando el día de hoy la economía de Aalen. Aparte de la construcción de maquinaria, el sector óptico desempeña un papel importante, así como el textil y el papelero. Hay varias microcervecerías, de las cuales la que se encuentra en Wasseralfingen es la más popular con la cerveza llamada Wasseralfinger.

## Patrimonio
La iglesia de San Nicolás fue construida en 1765; el Ayuntamiento es aún más antiguo, de 1636. Además de sus sitios históricos, el Limesmuseum de Aalen cuenta con restos romanos y fue inaugurado en 1964.

## Deporte
Tiene un equipo de fútbol llamado VfR Aalen.

## Transporte

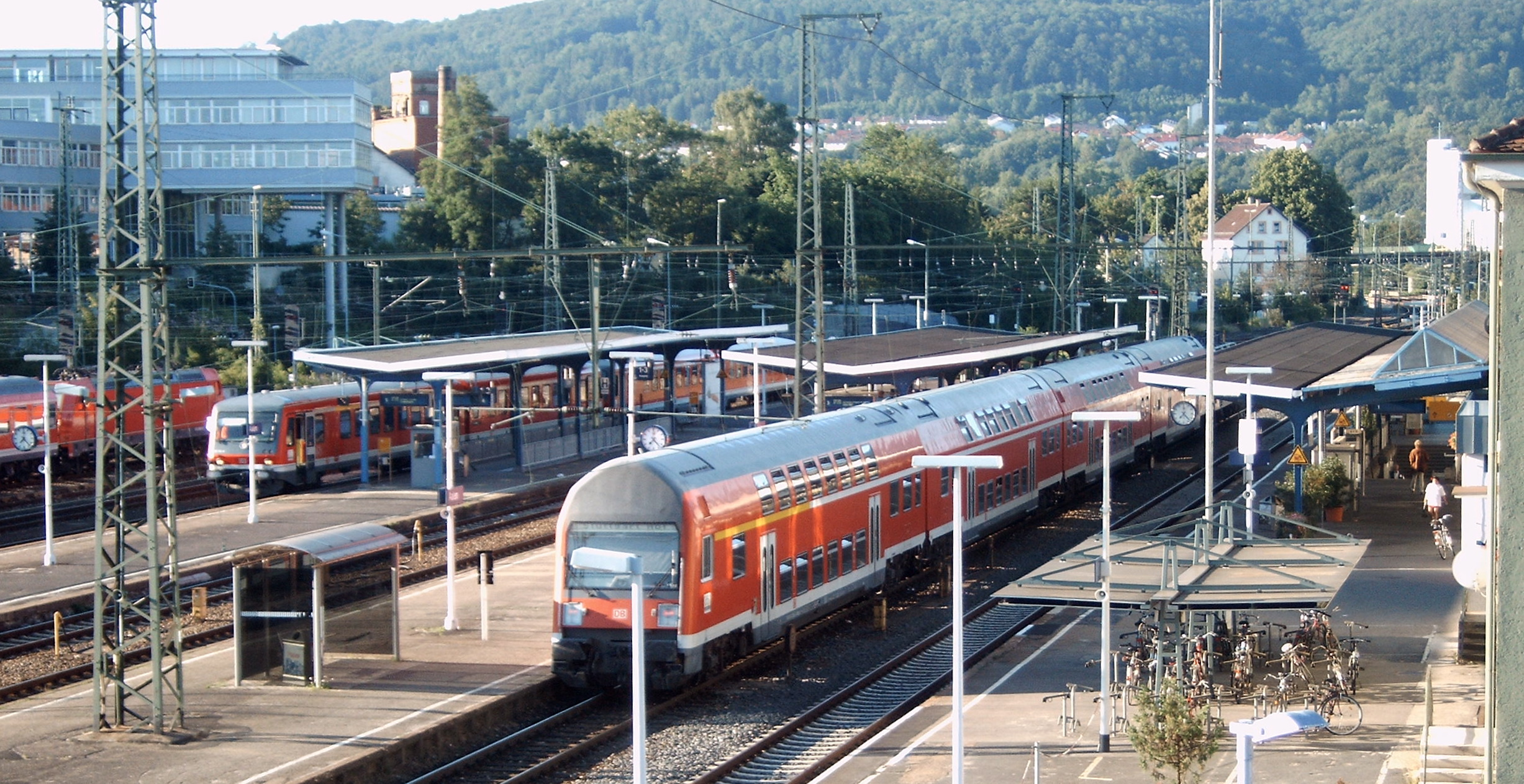
Estación ferroviaria de Aalen.

Aalen está emplazada directamente sobre la Autobahn A7 y también está bien conectada a la red de carreteras federales (Bundesstraßen).
La estación ferroviaria de Aalen es un centro regional de ferrocarriles, con trenes Interurbanos que realizan la línea Karlsruhe-Stuttgart-Aalen-Núremberg, y trenes regionales que conectan Aalen con Stuttgart, Ulm, Crailsheim y Donauwörth.
El sistema local de autobuses es de alta calidad. Es una de las pocas ciudades alemanas que utiliza autobuses de dos pisos.

## Ciudades hermanadas
Aalen está hermanada con:
- Saint-Lô (Francia)
- Christchurch (Reino Unido)
- Tatabánya (Hungría)
- Antioquía (Turquía)

## Barrios de Aalen
- Dewangen
- Ebnat
- Fachsenfeld
- Hofen
- Unterkochen
- Unterrombach
- Hofherrnweiler
- Waldhausen
- Wasseralfingen